# Cantonul Villenauxe-la-Grande
Cantonul Villenauxe-la-Grande este un canton din arondismentul Nogent-sur-Seine, departamentul Aube, regiunea Champagne-Ardenne, Franța.

## Comune
- Barbuise
- Montpothier
- Périgny-la-Rose
- Plessis-Barbuise
- La Saulsotte
- La Villeneuve-au-Châtelot
- Villenauxe-la-Grande (reședință)